# 1066
1066 (MLXVI) var ett normalår som började en söndag i den julianska kalendern.

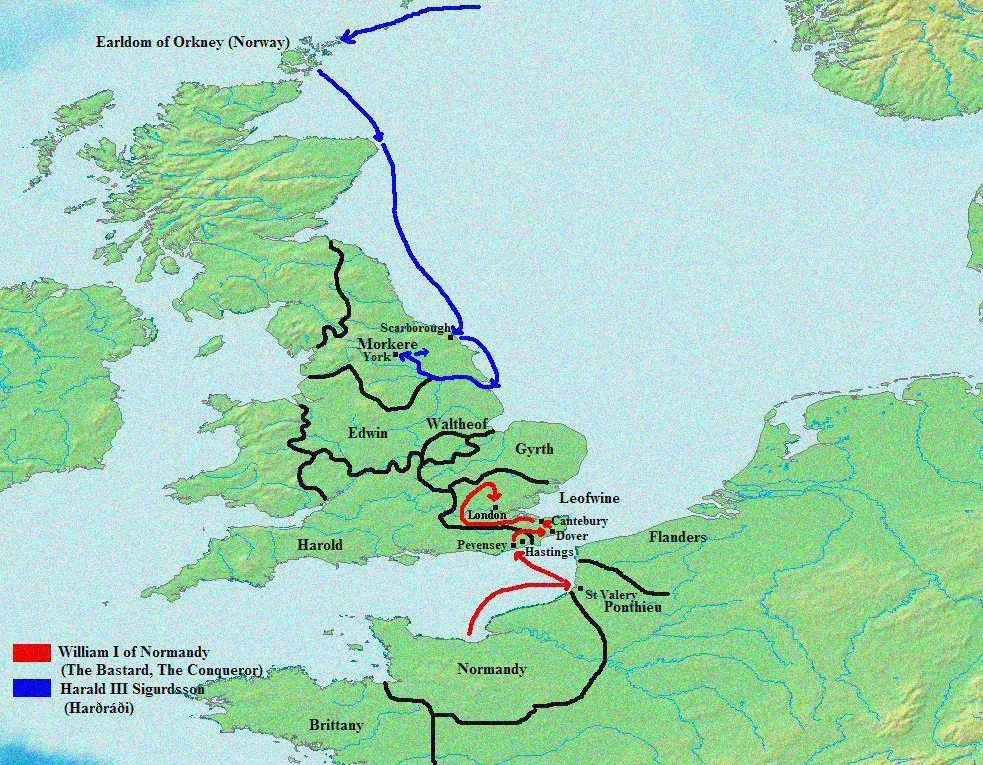
Invasionerna av England 1066.

## Händelser

### Januari
- 5 januari – Sedan Edvard Bekännaren har avlidit denna eller föregående dag blir Harald Godwinson kung av England och kröns dagen därpå.

### September
- 25 september – I slaget vid Stamford Bridge besegrar anglosaxarna under ledning av kung Harald Godwinson landstigande norrmän under kung Harald Hårdråde, vilken stupar i slaget. När nyheten om Haralds död når Norge blir hans son Magnus landets nye kung. Detta slag, och då även året, brukar betraktas som det definitiva slutet på vikingatiden i England.

### Oktober
- 14 oktober – I slaget vid Hastings besegrar en normandisk här under Vilhelm Erövraren en engelsk här under den anglosaxiske kungen Harald Godwinson. Sedan denne har stupat i slaget utropas Edvard Bekännarens brors sonson Edgar den fredlöse till kung av England.

### December
- 17 december – Edgar den fredlöse avsäger sig den engelska tronen, till förmån för Vilhelm Erövraren, som kröns en vecka senare.
- 25 december – Vilhelm Erövraren kröns på juldagen till kung av England. Därmed grundas den normandiska kungaätt, som i olika förgreningar kommer att styra över England till 1603.

### Okänt datum
- Halleys komet passerar Jorden.[1]
- Då den svenske kungen Stenkil dör utbryter strider om makten i Sverige. Två män med namnet Erik strider om tronen.
- Biskop Adalvard d.y. lämnar Sigtuna och blir biskop i Skara istället.

## Födda
- Henrik av Burgund, var greve av Portucale samt stamfader för det äldsta portugisiska konungahuset.
- Ly Nhan Tong, kejsare av Vietnam.
- Eirene Doukaina, bysantinsk kejsarinna.

## Avlidna
- 4 eller 5 januari – Edvard Bekännaren, kung av England sedan 1042.
- 25 september
  - Tostig Godwinson, earl av Northumbria (stupad i slaget vid Stamford Bridge).
  - Harald Hårdråde, kung av Norge sedan 1045 (stupad i slaget vid Stamford Bridge).
  - Maria Haraldsdotter, dotter till Harald Hårdråde (enligt legenden död detta datum; "samma dag och stund som hennes far stupade").
- 14 oktober – Harald Godwinson, kung av England sedan 5 januari detta år (stupad i slaget vid Hastings).
- Stenkil, kung av Sverige sedan 1060.
- Henrik, biskop i Lunds stift sedan 1060.